# Gare d’Avignonet
Gare d’Avignonet vasútállomás Franciaországban, Avignonet-Lauragais településen.

## Vasútvonalak
Az állomást az alábbi vasútvonalak érintik:
- Bordeaux–Sète-vasútvonal

## Kapcsolódó állomások
A vasútállomáshoz az alábbi állomások vannak a legközelebb:
- Gare de Castelnaudary (Gare de Sète, Bordeaux–Sète-vasútvonal)
- Gare de Villefranche-de-Lauragais (Gare de Bordeaux-Saint-Jean, Bordeaux–Sète-vasútvonal)